# Antonio Patuelli
Antonio Patuelli (Bologna, 10 febbraio 1951) è un dirigente d'azienda, giornalista e politico italiano, attuale presidente dell'Associazione Bancaria Italiana (ABI) e de La Cassa di Ravenna S.p.A., capogruppo dell'omonimo gruppo bancario.

## Biografia
Nasce a Bologna il 10 febbraio 1951. Il padre, titolare di un'impresa agricola nelle campagne ravennati, insegna Economia agraria alla Facoltà di Agraria dell'Università di Bologna. Antonio decide di studiare legge in un'altra università: nel 1975 si laurea in Giurisprudenza all'Università di Firenze col massimo dei voti.
Inizia l'attività professionale come giornalista, partecipando fra l'altro ad alcune edizioni della trasmissione televisiva Tribuna elettorale: nel 1976, anno di elezioni politiche anticipate, ha occasione di misurarsi con alcuni leader politici dell'epoca, come Giorgio Almirante, Enrico Berlinguer e Aldo Moro.
Entrato nel mondo bancario, ha impresso un forte sviluppo a La Cassa di Ravenna S.p.A.
È titolare dell'Azienda Agricola di famiglia. Dal 1982 è sposato ed ha una figlia.

### Attività politica
Nel 1976 vinse il congresso della "Gioventù Liberale", diventandone segretario nazionale.
Eletto nel 1983 Deputato alla Camera per il PLI in Emilia-Romagna fino al 1987. Nel 1979 è vice segretario del PLI. Rieletto alla Camera nel 1992, è rimasto fino alla scadenza nel 1994. Ha fatto parte delle Commissioni parlamentari: Istruzione e belle arti; Agricoltura e foreste; Bilancio e tesoro, Bicamerale per le Riforme Istituzionali (di cui ha presieduto il Comitato per le Garanzie Costituzionali). Inoltre ha presenziato nel Comitato per la Riforma delle Casse di Risparmio e nella Giunta per il Regolamento.
Nel 1991 diviene vicesegretario vicario del Partito Liberale Italiano guidato da Renato Altissimo fino al 1993, quando è stato nominato sottosegretario di Stato per la Difesa nel Governo Ciampi (dal 7 maggio 1993 al 9 maggio 1994).

### Mondo bancario
Nel 1991 viene designato vice presidente de La Cassa di Ravenna S.p.A e nel 1995 presidente.
Vicepresidente dell'Associazione delle Fondazioni e di Casse di Risparmio (ACRI) fino al febbraio 2013, di cui ha presieduto la componente bancaria; 
Dal 2001 fa parte del Consiglio e del Comitato di Gestione del Fondo interbancario di tutela dei depositi; è Vice Presidente di CartaSi.
ABI
La sua carriera nell'Associazione Bancaria Italiana comincia nel 1998, quando entra nel Consiglio e nel Comitato Esecutivo. È stato il Vicepresidente nei bienni 2002-2004 e 2006-2008 e Vicepresidente Vicario nel biennio 2010-2012.
Il 28 gennaio 2013, dopo le dimissioni di Giuseppe Mussari dalla presidenza dell'ABI, viene nominato all'unanimità suo successore. In maggio viene rieletto, per acclamazione, presidente de La Cassa di Ravenna S.p.A.

Il 17 gennaio 2018 è stato designato per un nuovo mandato biennale alla presidenza dell'ABI, incarico confermato il 10 luglio 2020 e il 30 maggio 2024.

### Incarichi accademici
- Componente dell'Accademia Nazionale di Agricoltura e di altri organismi culturali;
- Presidente emerito dell'Accademia degli Incamminati;
- Consigliere dell'Accademia dei Georgofili.

### Attività editoriale
Studioso del Risorgimento italiano, Antonio Patuelli è editore di una rivista storica: Libro Aperto. Nel 1993 ha pubblicato il volume "I Liberali. Da Cavour a Malagodi" con postfazione di Salvatore Valitutti.
Patuelli è anche editorialista del Quotidiano Nazionale, Il Resto del Carlino, La Nazione, Il Giorno.

## Premi e riconoscimenti
Ha ricevuto numerosi premi, prevalentemente da enti e istituzioni culturali.